# ジョン・グラハム＝カミング
ジョン・グラハム＝カミング（英: John Graham-Cumming）は、イギリスのプログラマ、作家である。アラン・チューリングに対する迫害の謝罪を求め提出し、実現させた請願で知られている。2017年現在、Cloudflareの最高技術責任者である。
彼は、オープンソース・クロスプラットフォームの電子メールフィルタリングソフトウェアである、POPFile の原作者である。執筆活動として、旅行本の The Geek Atlasと、GNU Makeの技術書である GNU Make Unleashed を著している 。
2010年10月、彼は、バベッジの解析機関を作り上げることを目的とした組織の Plan 28を立ち上げた。また、科学分野におけるオープンソースソフトウェアの推進活動をしている。2014年には、映画作品中に登場したソースコードと現実世界のコードを結びつけることを意図したミニブログ、 MovieCodeを開設した。